# Joyce Jacobson Kaufman

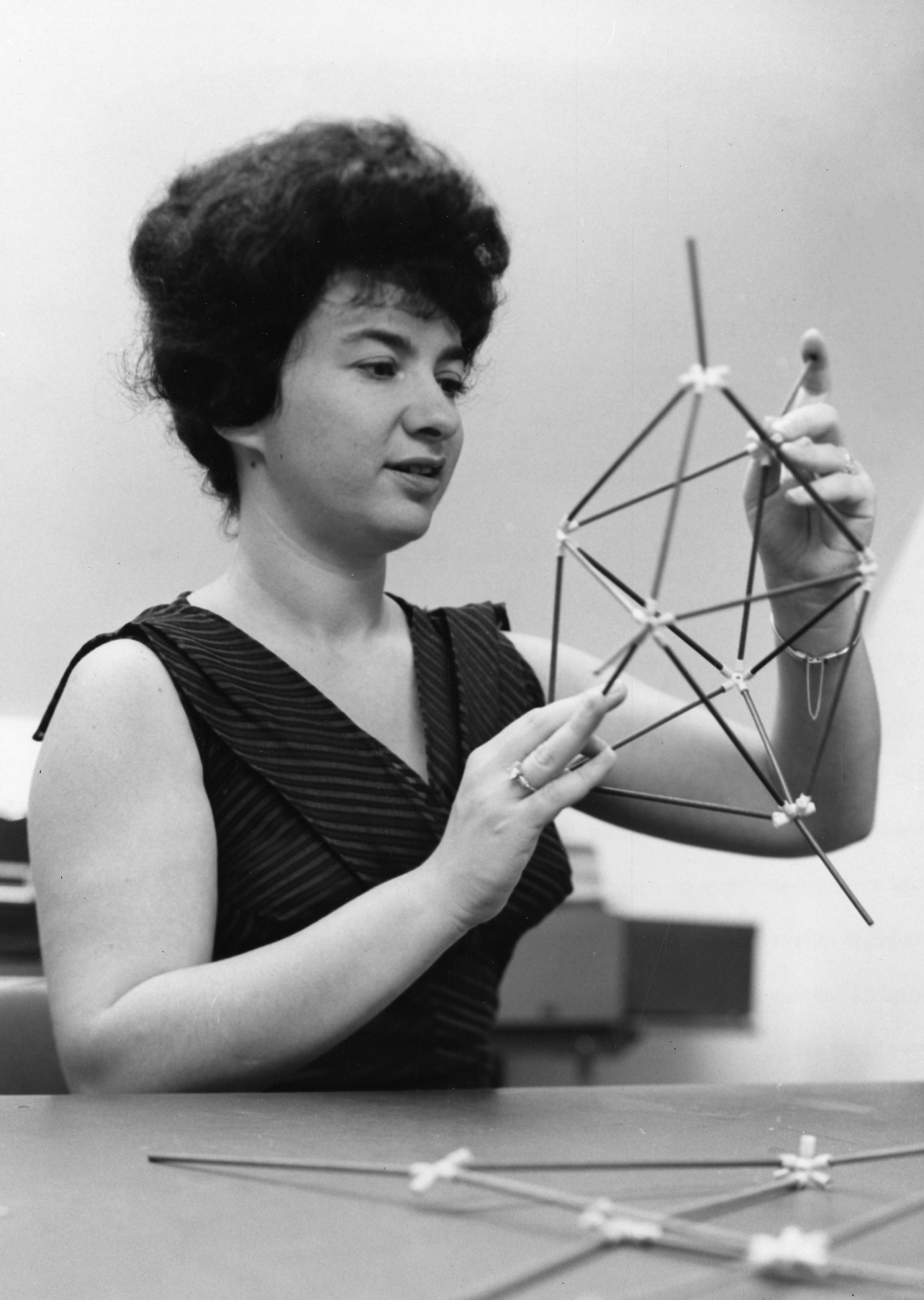
Joyce Jacobson Kaufman 1964

Joyce Jacobson Kaufman (* 21. Juni 1929 in New York City; † 26. August 2016 in Baltimore) war eine US-amerikanische theoretische Chemikerin und Physikerin, die sich unter anderem mit der quantitativen Struktur-Wirkungs-Beziehung von Psychopharmaka beschäftigte.

## Leben
Joyce Jacobson Kaufman kam 1929 als Tochter von Robert und Sarah Jacobson, geborene Seldinshe, in der Bronx zur Welt. Nachdem sich ihre Eltern 1935 getrennt hatten, wuchs sie bei den Großeltern und ihrer Mutter in einer traditionellen jüdischen Familie in Baltimore, Maryland auf. 1940 heiratete ihre Mutter Abraham Deutch, einen Immigranten aus Riga, der bis 1924 sieben Jahre in Palästina war. Joyce Jacobson Kaufman begann schon im Alter von zwei Jahren zu lesen und zeigte früh Interesse für Mathematik und Naturwissenschaften. Mit neun nahm sie an einem Programm für besonders begabte Schüler an der Johns Hopkins University teil, an der sie 1945 nach einem beschleunigten High-School-Abschluss ein Chemiestudium begann. Mit zwanzig Jahren machte sie 1949 ihren Bachelorabschluss. Bis 1952 arbeitete sie dann als Bibliothekarin und Chemikerin im U.S. Army Chemical Center in Edgewood, Maryland. Danach kehrte sie als wissenschaftliche Mitarbeiterin zurück an die Universität und machte dort 1959 ihren Masterabschluss sowie 1960 ihre Promotion in Chemie und chemischer Physik. 1962 ging sie mit ihrer Mutter und ihrer 1955 geborenen Tochter nach Paris an die Sorbonne, wo sie 1963 den Doctorat ès sciences in theoretischer Physik erhielt.
Seit 1960 war sie am Forschungsinstitut der Glenn L. Martin Company (später Martin Marietta Corporation) angestellt, wo sie bis 1969 auf dem Gebiet der Quantenchemie tätig war. Danach wurde sie Associate-Professor in der Anästhesieabteilung der Johns Hopkins University School of Medicine sowie ab 1976/77 bis zu ihrer Pensionierung Associate-Professor des Department of Surgery. Hauptschwerpunkt ihrer Arbeit waren die theoretische Analyse der Wirkung von Medikamenten, speziell Psychopharmaka, mit Methoden der Quantenchemie und der Vergleich mit üblichen kostenintensiven Tierversuchen. Ihre Studien und theoretischen Modelle ermöglichten eine genaue Aufklärung der molekularen Struktur sowie Vorhersagen über die Toxizität und finden Anwendung beim strukturbasierten Wirkstoffdesign.
Joyce Jacobson heiratete 1948 Stanley Kaufman, mit dem sie eine Tochter hat. Die 1955 geborene Jan Caryl Kaufman war eine der ersten Frauen, die als Rabbiner in den USA ordiniert wurden (1979). Die Ehe zwischen Joyce und Stanley Kaufman wurde 1982 geschieden.

## Auszeichnungen (Auswahl)
- 1969: Dame Chevalier (France’s Centre National de la Recherche Scientifique)
- 1973: Garvan-Olin-Medaille (American Chemical Society)